# Coppa del Mondo di freestyle 2005
La Coppa del Mondo di freestyle 2005 è iniziata il 4 settembre 2004 a Mount Buller (in Australia) e terminata l'11 marzo 2005 a Madonna di Campiglio (in Italia). La Coppa del Mondo organizzata dalla F..I..S. ha visto gli atleti, sia uomini che donne, competere in tre discipline del freestyle, ovvero: salti, gobbe e ski cross. Alla fine della stagione oltre alla Coppa del Mondo generale, sono state assegnate anche le Coppe del Mondo delle singole discipline.
Punto culminante della stagione del freestyle sono stati i Mondiali di Ruka 2005, che si sono svolti dal 17 al 20 marzo 2005.

## Uomini

### Risultati
| Data             | Luogo                            | Di. | Primo              | Secondo              | Terzo                |
| 4 settembre 2004 | Mount Buller, Australia          | AE  | Martin Walti       | Han Xiaopeng         | Aleš Valenta         |
| 5 settembre 2004 | Mount Buller, Australia          | AE  | Aleš Valenta       | Jeret Peterson       | Dzmitryj Daščynski   |
| 25 ottobre 2004  | Saas-Fee, Svizzera               | SX  | Isidor Grüner      | Stanley Hayer        | Hiroomi Takizawa     |
| 16 dicembre 2004 | Tignes, Francia                  | MO  | Janne Lahtela      | Travis Mayer         | Travis-Antone Cabral |
| 7 gennaio 2005   | Les Contamines, Francia          | SX  | Tomáš Kraus        | Stanley Hayer        | Isidor Grüner        |
| 8 gennaio 2005   | Mont-Tremblant, Canada           | MO  | Toby Dawson        | Jeremy Bloom         | Luke Westerlund      |
| 9 gennaio 2005   | Mont-Tremblant, Canada           | AE  | Ryan St. Onge      | Jeret Peterson       | Joe Pack             |
| 14 gennaio 2005  | Lake Placid, USA                 | AE  | Dmitrij Archipov   | Warren Shouldice     | Jeff Bean            |
| 15 gennaio 2005  | Lake Placid, USA                 | MO  | Travis Mayer       | Mikko Ronkainen      | Marc-André Moreau    |
| 16 gennaio 2005  | Lake Placid, USA                 | AE  | Jeret Peterson     | Jeff Bean            | Steve Omischl        |
| 15 gennaio 2005  | Pozza di Fassa, Italia           | SX  | Tomáš Kraus        | Simon Bastelica      | Karl Heinz Molling   |
| 21 gennaio 2005  | Kreischberg, Austria             | SX  | Tomáš Kraus        | Isidor Grüner        | Andreas Steffen      |
| 21 gennaio 2005  | Fernie, Canada                   | AE  | Jeret Peterson     | Stanislav Kravčuk    | Aljaksej Hryšyn      |
| 22 gennaio 2005  | Fernie, Canada                   | MO  | Nathan Roberts     | Travis Mayer         | Ruslan Šarifullin    |
| 27 gennaio 2005  | Deer Valley, USA                 | MO  | Jeremy Bloom       | Nathan Roberts       | Toby Dawson          |
| 28 gennaio 2005  | Deer Valley, USA                 | AE  | Ryan St. Onge      | Joe Pack             | Steve Omischl        |
| 29 gennaio 2005  | Deer Valley, USA                 | MO  | Jeremy Bloom       | Dale Begg-Smith      | Janne Lahtela        |
| 5 febbraio 2005  | Shenyang, Cina                   | AE  | Jeret Peterson     | Steve Omischl        | Han Xiaopeng         |
| 5 febbraio 2005  | Inawashiro, Giappone             | MO  | Jeremy Bloom       | Dale Begg-Smith      | Osamu Ueno           |
| 6 febbraio 2005  | Inawashiro, Giappone             | MO  | Jeremy Bloom       | Travis-Antone Cabral | Hiroki Nonogaki      |
| 10 febbraio 2005 | Naeba, Giappone                  | SX  | Yukiyo Kobayashi   | Isidor Grüner        | Lars Lewén           |
| 11 febbraio 2005 | Naeba, Giappone                  | MO  | Jeremy Bloom       | Marc-André Moreau    | Dale Begg-Smith      |
| 12 febbraio 2005 | Shenyang, Cina                   | AE  | Qiu Sen            | Steve Omischl        | Aljaksej Hryšyn      |
| 18 febbraio 2005 | Sauze d’Oulx, Italia             | MO  | Jeremy Bloom       | Travis Mayer         | Mikko Ronkainen      |
| 19 febbraio 2005 | Sauze d’Oulx, Italia             | AE  | Steve Omischl      | Kyle Nissen          | Stanislav Kravčuk    |
| 26 febbraio 2005 | Voss, Norvegia                   | MO  | Mikko Ronkainen    | Jeremy Bloom         | Fredrik Fortkord     |
| 5 marzo 2005     | Špindlerův Mlýn, Repubblica Ceca | AE  | Dzmitryj Daščynski | Han Xiaopeng         | Kyle Nissen          |
| 5 marzo 2005     | Grindelwald, Svizzera            | SX  | Christian Cretier  | Stanley Hayer        | Jesper Brugge        |
| 11 marzo 2005    | Madonna di Campiglio, Italia     | AE  | Enver Ablajev      | Jeret Peterson       | Vladimir Lebedev     |

Legenda:
- AE = Salti
- MO = Gobbe
- SX = Skicross

### Classifica generale
| Pos. | Nome            | Nazione     | Punti |
| ---- | --------------- | ----------- | ----- |
| 1    | Jeremy Bloom    | Stati Uniti | 75    |
| 2    | Tomáš Kraus     | Rep. Ceca   | 68    |
| 3    | Isidor Grüner   | Austria     | 65    |
| 4    | Jeret Peterson  | Stati Uniti | 58    |
| 5    | Stanley Hayer   | Rep. Ceca   | 56    |
| 6    | Steve Omischl   | Canada      | 50    |
| 7    | Dale Begg-Smith | Australia   | 43    |
| 8    | Nathan Roberts  | Stati Uniti | 40    |
| 9    | Mikko Ronkainen | Finlandia   | 38    |
| 10   | Travis Mayer    | Stati Uniti | 38    |

### Salti
| Pos. | Nome            | Nazione     | Punti |
| ---- | --------------- | ----------- | ----- |
| 1    | Jeret Peterson  | Stati Uniti | 820   |
| 2    | Steve Omischl   | Canada      | 478   |
| 3    | Nathan Roberts  | Stati Uniti | 444   |
| 4    | Mikko Ronkainen | Finlandia   | 430   |
| 5    | Travis Mayer    | Stati Uniti | 419   |

### Gobbe
| Pos. | Nome            | Nazione     | Punti |
| ---- | --------------- | ----------- | ----- |
| 1    | Jeremy Bloom    | Stati Uniti | 75    |
| 2    | Dale Begg-Smith | Australia   | 821   |
| 3    | Sami Mustonen   | Finlandia   | 399   |
| 4    | Toby Dawson     | Stati Uniti | 294   |
| 5    | Nathan Roberts  | Stati Uniti | 282   |

### Ski cross
| Pos. | Nome            | Nazione   | Punti |
| ---- | --------------- | --------- | ----- |
| 1    | Tomáš Kraus     | Rep. Ceca | 400   |
| 2    | Isidor Grüner   | Austria   | 391   |
| 3    | Stanley Hayer   | Rep. Ceca | 338   |
| 4    | Andreas Steffen | Svizzera  | 224   |
| 5    | Simon Bastelica | Francia   | 211   |

## Donne

### Risultati
| Data             | Luogo                            | Di. | Primo            | Secondo                | Terzo              |
| 4 settembre 2004 | Mount Buller, Australia          | AE  | Lydia Lassila    | Jacqui Cooper          | Anna Zukal'        |
| 5 settembre 2004 | Mount Buller, Australia          | AE  | Lydia Lassila    | Deidra Dionne          | Li Nina            |
| 25 ottobre 2004  | Saas-Fee, Svizzera               | SX  | Ophélie David    | Ashleigh McIvor        | Virginie Costerg   |
| 16 dicembre 2004 | Tignes, Francia                  | MO  | Jennifer Heil    | Kari Traa              | Sara Kjellin       |
| 7 gennaio 2005   | Les Contamines, Francia          | SX  | Ophélie David    | Karin Huttary          | Franziska Steffen  |
| 8 gennaio 2005   | Mont-Tremblant, Canada           | MO  | Nikola Sudová    | Margarita Marbler      | Hannah Kearney     |
| 9 gennaio 2005   | Mont-Tremblant, Canada           | AE  | Lydia Lassila    | Li Nina                | Deidra Dionne      |
| 14 gennaio 2005  | Lake Placid, USA                 | AE  | Li Nina          | Lydia Lassila          | Cheng Shuang       |
| 15 gennaio 2005  | Lake Placid, USA                 | MO  | Jennifer Heil    | Nikola Sudová          | Michelle Roark     |
| 16 gennaio 2005  | Lake Placid, USA                 | AE  | Li Nina          | Lydia Lassila          | Ala Cuper          |
| 15 gennaio 2005  | Pozza di Fassa, Italia           | SX  | Magdalena Iljans | Ophélie David          | Angela Senftinger  |
| 21 gennaio 2005  | Kreischberg, Austria             | SX  | Karin Huttary    | Franziska Steffen      | Alexandra Grauvogl |
| 21 gennaio 2005  | Fernie, Canada                   | AE  | Cheng Shuang     | Li Nina                | Veronika Bauer     |
| 22 gennaio 2005  | Fernie, Canada                   | MO  | Kari Traa        | Jennifer Heil          | Jillian Vogtli     |
| 27 gennaio 2005  | Deer Valley, USA                 | MO  | Michelle Roark   | Margarita Marbler      | Hannah Kearney     |
| 28 gennaio 2005  | Deer Valley, USA                 | AE  | Li Nina          | Veronika Bauer         | Lydia Lassila      |
| 29 gennaio 2005  | Deer Valley, USA                 | MO  | Jennifer Heil    | Hannah Kearney         | Nikola Sudová      |
| 5 febbraio 2005  | Shenyang, Cina                   | AE  | Guo Xinxin       | Li Nina                | Lydia Lassila      |
| 5 febbraio 2005  | Inawashiro, Giappone             | MO  | Jillian Vogtli   | Margarita Marbler      | Hannah Kearney     |
| 6 febbraio 2005  | Inawashiro, Giappone             | MO  | Jennifer Heil    | Tae Satoya             | Kari Traa          |
| 10 febbraio 2005 | Naeba, Giappone                  | SX  | Karin Huttary    | Franziska Steffen      | Ophélie David      |
| 11 febbraio 2005 | Naeba, Giappone                  | MO  | Jennifer Heil    | Kari Traa              | Jillian Vogtli     |
| 12 febbraio 2005 | Shenyang, Cina                   | AE  | Li Nina          | Evelyne Leu            | Deidra Dionne      |
| 18 febbraio 2005 | Sauze d’Oulx, Italia             | MO  | Kari Traa        | Stéphanie Saint-Pierre | Nikola Sudová      |
| 19 febbraio 2005 | Sauze d’Oulx, Italia             | AE  | Evelyne Leu      | Li Nina                | Guo Xinxin         |
| 26 febbraio 2005 | Voss, Norvegia                   | MO  | Aiko Uemura      | Margarita Marbler      | Nikola Sudová      |
| 5 marzo 2005     | Špindlerův Mlýn, Repubblica Ceca | AE  | Li Nina          | Evelyne Leu            | Anna Zukal'        |
| 5 marzo 2005     | Grindelwald, Svizzera            | SX  | Katrin Gutensohn | Karin Huttary          | Magdalena Iljans   |
| 11 marzo 2005    | Madonna di Campiglio, Italia     | AE  | Li Nina          | Anna Zukal'            | Asol' Slivec       |

Legenda:
- AE = Salti
- MO = Gobbe
- SX = Skicross

### Classifica generale
| Pos. | Nome              | Nazione     | Punti |
| ---- | ----------------- | ----------- | ----- |
| 1    | Li Nina           | Cina        | 85    |
| 2    | Ophélie David     | Francia     | 72    |
| 3    | Karin Huttary     | Austria     | 71    |
| 4    | Jennifer Heil     | Canada      | 71    |
| 5    | Lydia Lassila     | Australia   | 56    |
| 6    | Kari Traa         | Norvegia    | 52    |
| 7    | Margarita Marbler | Austria     | 52    |
| 8    | Magdalena Iljans  | Svezia      | 51    |
| 9    | Nikola Sudová     | Rep. Ceca   | 50    |
| 10   | Hannah Kearney    | Stati Uniti | 44    |

### Salti
| Pos. | Nome          | Nazione   | Punti |
| ---- | ------------- | --------- | ----- |
| 1    | Li Nina       | Cina      | 1025  |
| 2    | Lydia Lassila | Australia | 668   |
| 3    | Guo Xinxin    | Cina      | 524   |
| 4    | Anna Zukal'   | Russia    | 438   |
| 5    | Jacqui Cooper | Australia | 437   |

### Gobbe
| Pos. | Nome              | Nazione     | Punti |
| ---- | ----------------- | ----------- | ----- |
| 1    | Jennifer Heil     | Canada      | 780   |
| 2    | Kari Traa         | Norvegia    | 571   |
| 3    | Margarita Marbler | Austria     | 568   |
| 4    | Nikola Sudová     | Rep. Ceca   | 536   |
| 5    | Hannah Kearney    | Stati Uniti | 482   |

### Skicross
| Pos. | Nome              | Nazione  | Punti |
| ---- | ----------------- | -------- | ----- |
| 1    | Ophélie David     | Francia  | 430   |
| 2    | Karin Huttary     | Austria  | 427   |
| 3    | Magdalena Iljans  | Svezia   | 305   |
| 4    | Franziska Steffen | Svizzera | 260   |
| 5    | Seraina Murk      | Svizzera | 192   |

## Classifica per Nazioni

### Generale
| Pos. | Nazione     | Punti |
| ---- | ----------- | ----- |
| 1    | Stati Uniti | 664   |
| 2    | Canada      | 612   |
| 3    | Francia     | 365   |
| 4    | Svizzera    | 328   |
| 5    | Austria     | 311   |

### Uomini
| Pos. | Nazione     | Punti |
| ---- | ----------- | ----- |
| 1    | Stati Uniti | 406   |
| 2    | Canada      | 316   |
| 3    | Francia     | 205   |
| 4    | Austria     | 168   |
| 5    | Russia      | 140   |

### Donne
| Pos. | Nazione     | Punti |
| ---- | ----------- | ----- |
| 1    | Canada      | 296   |
| 2    | Stati Uniti | 258   |
| 3    | Svizzera    | 188   |
| 4    | Cina        | 170   |
| 5    | Francia     | 160   |